# Achelia communis
Achelia communis là một loài nhện biển trong họ Ammotheidae. Loài này thuộc chi Achelia. Achelia communis được miêu tả khoa học năm 1906 bởi Bouvier.